# Предстоятелі Української греко-католицької церкви
Нижче подано список Предстоятелів Української греко-католицької церкви.

## Митрополити-архиєпископи Київські, Галицькі та Всієї Руси
З укладенням Брестської унії за Михайлом Рогозою залишився титул Митрополита Київського, Галицького та Всієї Руси, який мали київські первосвященники після відокремлення 1458 року Московської митрополії. Цей титул успадкували і наступники Михайла Рогози:
- 1589 (1596)—1599 — Михайло Рогоза
- 1600—1613 — Іпатій Потій
- 1613—1637 — Йосиф Велямин Рутський
- 1637—1642 — Рафаїл Корсак
- 1642—1655 — Антін Селява
- 1655—1674 — Гавриїл Коленда
- 1674—1693 — Кипріян Жоховський
- 1694—1708 — Лев I Слюбич-Залевський
- 1708—1713 — Юрій Винницький
- 1714—1728 — Лев II Кишка
- 1729—1746 — Атанасій Шептицький
- 1748—1762 — Флоріян Гребницький
- 1762—1778 — Пилип Феліціян Володкович
- 1778—1779 — Лев III Шептицький
- 1780—1788 — Ясон Смогожевський
- 1788—1805 — Теодосій Ростоцький

## Греко-католицькі митрополити в Російській імперії
1795 року наказом імператриці Катерини ІІ Теодосій Ростоцький був затриманий у Петербурзі під домашнім арештом. Його наступники також були повністю залежні від російської влади, не були визнані Папою Римським.
- 1806—1809 — Іраклій Лісовський
- 1809—1814 — Григорій Коханович
- 1817—1838 — Йосафат Булгак

## Митрополити Галицькі— Архиєпископи Львівські
24 лютого 1807 р. Папа Римський Пій VII підписав буллу In universalis Ecclesiae regimine, якою відновив Галицьку митрополію, затвердив номінанта і визнав за ним усі права, що ними користувалися Київські митрополити. Титул предстоятеля як митрополит Галицький, архієпископ Львівський.
- 1808—1814 — Антін Ангелович
- 1816—1858 — Михайло Левицький
- 1860—1863 — Григорій Яхимович
- 1863—1869 — Спиридон Литвинович
- 1870—1882 — Йосиф Сембратович
- 1885—1898 — Сильвестр Сембратович
- 1899—1900 — Юліан Сас-Куїловський
- 1900—1944 — Андрей Шептицький
- 1944—(1963) — Йосип Сліпий

## Верховні архиєпископи Львівські
| Порядок | Портрет | Ім'я та роки життя                                                                              | Початок        | Кінець         | Герб | Примітки                                                                    |
| ------- | ------- | ----------------------------------------------------------------------------------------------- | -------------- | -------------- | ---- | --------------------------------------------------------------------------- |
| 1       |         | Його Високопреосвященство кардинал Йосиф (Сліпий) (17 лютого 1892 — 7 вересня 1984)             | 23 грудня 1963 | 7 вересня 1984 |      | З 1 листопада 1944 по 23 грудня 1963 - предстоятель як Митрополит Галицький |
| 2       |         | Його Високопреосвященство кардинал Мирослав Іван Любачівський (24 червня 1914 — 14 грудня 2000) | 7 вересня 1984 | 14 грудня 2000 |      |                                                                             |
| 3       |         | Його Блаженство кардинал Любомир (Гузар) (26 лютого 1933 — 31 травня 2017)                      | 28 січня 2001  | 21 серпня 2005 |      | З 21 серпня 2005 - предстоятель як Верховний архієпископ Києво-Галицький    |

## Верховні архієпископи Києво-Галицькі, Митрополити Київські
2005 року з перенесенням престолу Глави УГКЦ до Києва титул предстоятеля УГКЦ було змінено на Верховний Архієпископ Києво-Галицький, Митрополит Київський.
| Порядок | Портрет | Ім'я та роки життя                                                         | Початок         | Кінець         | Герб | Примітки |
| ------- | ------- | -------------------------------------------------------------------------- | --------------- | -------------- | ---- | --- |
| 1       |         | Його Блаженство кардинал Любомир (Гузар) (26 лютого 1933 — 31 травня 2017) | 21 серпня 2005  | 10 лютого 2011 |      | З 28 січня 2001 по 21 серпня 2005 - предстоятель як Верховний архієпископ Львівський; Відрікся від управління церквою |
| 2       |         | Його Блаженство Святослав (Шевчук) (5 травня 1970 — )                      | 27 березня 2011 |                |      | |